# Krystyna Konecka
Krystyna Konecka (ur. 23 października 1945 w Dobiegniewie) – polska poetka, dziennikarka, reporterka, fotograf. Pochodzi z rodziny repatriantów z Wileńszczyzny. 

## Życiorys
Ukończyła filologię na Uniwersytecie Warszawskim oraz Podyplomowe Studium Kulturalno-Oświatowe (Uniwersytet Śląski). Po czterech latach pracy nauczycielskiej debiutowała w 1972 roku na łamach prasy (Poglądy, Katowice); od 1972 do 1979 pracowała jako dziennikarka w tygodniku Echo w Tychach, a od 1979 w Białymstoku w Gazecie Współczesnej. Od jesieni 1979 do 1981 była zastępcą redaktora naczelnego miesięcznika reportażu Kontrasty, a w latach 1983-89 – zastępcą redaktora naczelnego Gazety Współczesnej; w latach 1990-93 pełniła też funkcję sekretarza w pierwszym składzie redakcyjnym cygańskiego miesięcznika Rrom-po-drom. W 1974 założyła Tyską Grupę Poetycką „Symbol” i prowadziła ją przez pięć lat. Była wiceprezesem Białostockiego Towarzystwa Kultury, sekretarzem Białostockiego Komitetu Pokoju, sekretarzem oddziału Towarzystwa Przyjaciół ONZ; w latach 1992-1994 pełniła funkcję sekretarza oddziału białostockiego Związku Literatów Polskich. Posiada odznakę „Zasłużony Działacz Kultury”. Laureatka Nagrody Literackiej im. Wiesława Kazaneckiego za rok 1997. Uczestniczka ”Międzynarodowych Spotkań Poetyckich „Maj nad Wilią” w Wilnie.  Autorka publikacji Koreański Koń Czhollima (1989) poświęconej Korei Północnej.

## Poezja
Krystyna Konecka wydała zbiory poezji:
- Sonety codzienne (1978)
- Pory mroku (1984)
- Ślady na jeziorach (1986)
- Powrót z Erolandu (1986)
- Sonety litewskie (1988)
- Znad Willi (1991)
- Miejsca (1994)
- Cisza (1997)
- A.M. (1998)
- Leśne misteria (Bryzgiel 2001) - sonety w albumie Włodzimierza Łapińskiego
- Wigry. Kanał Augustowski. Puszcza – sonety Ślady na jeziorach w albumie Włodzimierza Łapińskiego (Bryzgiel 2002)
- Ogrody Szekspira (Wyd. KREATOR, Białystok 2003)
- Biały kruk (Wyd. BUK, Białystok 2007)
- Isabelle, mon amour (Galeria im. Sleńdzińskich, Białystok 2010)
- Listy dobiegniewskie – album poetycki (Urząd Miejski, Dobiegniew 2010)
- Szklana kula. Wiersze dla Ireny i Wojciecha Weissów (Fundacja im. W. Weissa, Kraków 2013)
- Bard ze Stratfordu. Mapa sonetów. Map of Sonnets (Galeria im. Sleńdzińskich, Białystok 2016)
- Koneksje. Sonety wybrane. Connections (Wyd. BUK, Białystok 2015)
- Ultima Thule. Głosy Islandii. Voices of Iceland (Wyd. BUK, Białystok 2017)
- Zwierciadło Marii Stuart. Mary Stuart’s Mirror (Wyd. BUK, Białystok 2020)
- Kruchość. Sonetti a corona (Polski Fundusz Wydawniczy w Kanadzie, Toronto 2020)
- Znikanie (Książnica Podlaska, Białystok 2022)

## Eseistyka
Konterfekty i konteksty. O niezwyczajnych, twórczych, inspirujących (https://uwb.edu.pl/ w Białymstoku 2023)